# Physalaemus nattereri
Physalaemus nattereri es una especie de anfibio anuro de la familia de ranas Leptodactylidae. Anteriormente se incluía en su propio género: Eupemphix. Se encuentra en el centro y sur de Brasil, este de Bolivia y este de Paraguay.

## Publicación original
- Steindachner, 1863 : Über einige neue Batrachier aus den Sammlungen des Wiener Museums. Sitzungsberichte der Kaiserlichen Akademie der Wissenschaften. Mathematisch-Naturwissenschaftliche Klasse, vol.48, p.186-192 (texto íntegro).